# Sprickborstskinn
Sprickborstskinn (Hymenochaete corrugata) är en svampart som först beskrevs av Elias Fries, och fick sitt nu gällande namn av Joseph-Henri Léveillé 1846. Sprickborstskinn ingår i släktet Hymenochaete och familjen Hymenochaetaceae.  Arten är reproducerande i Sverige. Inga underarter finns listade i Catalogue of Life.

## Bildgalleri

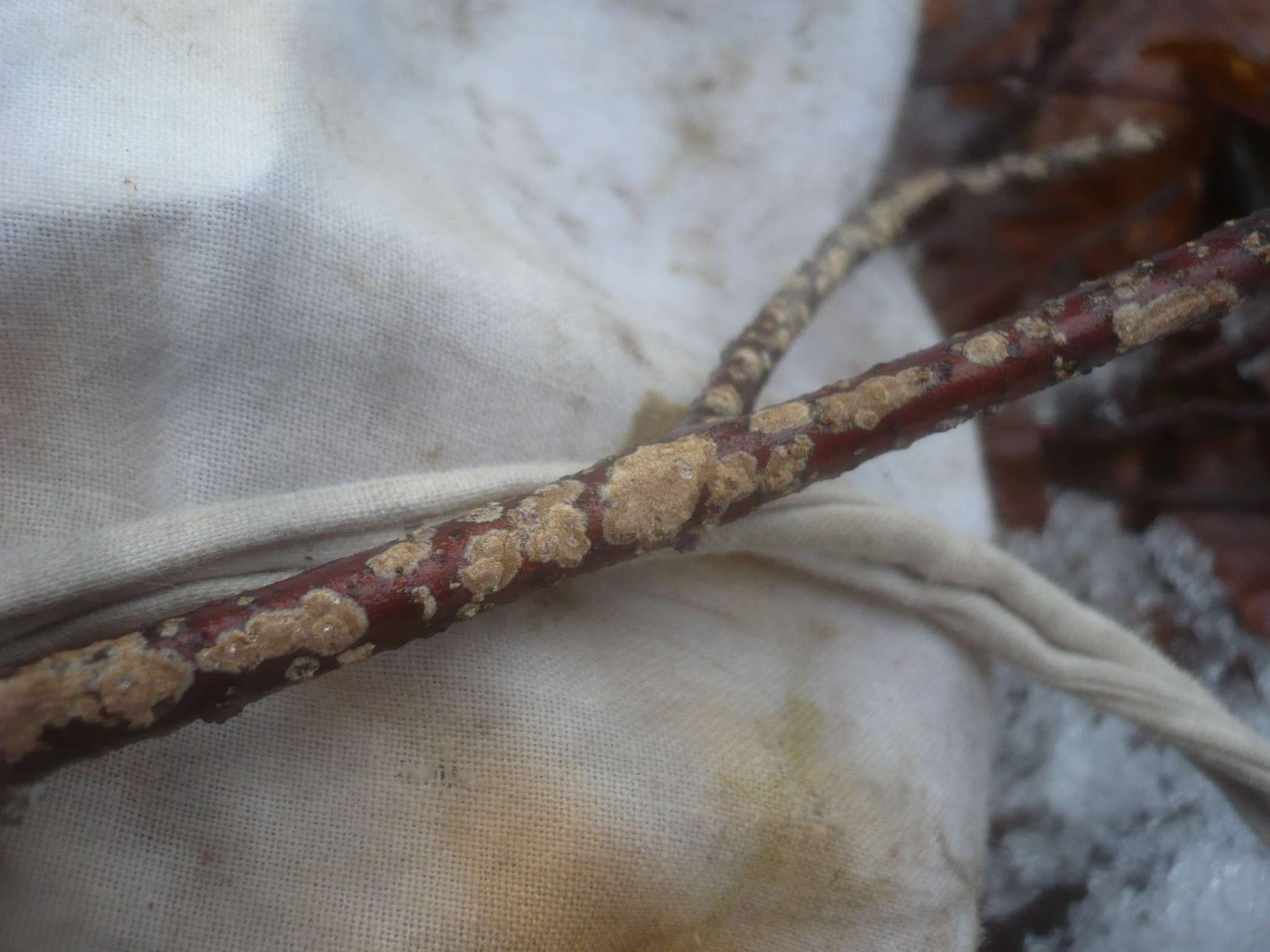